# IN THE LIFE
《IN THE LIFE》是日本摇滚组合B'z的的第五张录音室专辑。1991年11月27日由BMG VICTOR於日本發行。
Oricon年榜第二位，為B'z原創專輯年度排行最高的一張。
在發行當年曾經短暫成為日本最暢銷專輯，直到隔年3月被恰克與飛鳥精選輯SUPER BEST II超越。
最終銷量約240萬張，為日本最暢銷專輯第46名。

## 曲目
| 曲序 | 曲目                      | 时长 |
| ---- | ------------------------- | ---- |
| 1.   | Wonderful Opportunity     | 4:37 |
| 2.   | TONIGHT (Is The Night)    | 4:52 |
| 3.   | 『快樂的房間』（）        | 4:53 |
| 4.   | 悲傷的GYPSY（）           | 6:40 |
| 5.   | Crazy Rendezvous          | 4:21 |
| 6.   | 想再吻一次（）            | 4:37 |
| 7.   | WILD LIFE                 | 4:27 |
| 8.   | 即使如此 也無法挽回你（） | 4:43 |
| 9.   | 老樣子的我們（）          | 1:41 |
| 10.  | ALONE                     | 6:21 |

## 制作人员
- 松本孝弘：吉他・全曲作曲・編曲・和声（#10）
- 稻叶浩志：主唱・全曲作詞・和声（#10）
- 明石昌夫：贝斯手（#7）・和声（#9）・全曲編曲
- 青山純：鼓手（#1-5,8）
- 田中一光：鼓手（#6,7,10）・鈴鼓（#9）・和声（#9）
- 小野塚晃：电子琴（#3,6,10）
- 古村敏比古：萨克斯管（#1-3）
- 大黒摩季：和声（#1,2）
- 広本葉子：和声（#9）